# Bitka kod Anzia
Anzio, grad i luka u središnjoj Italiji, 50 km JI od Rima. Grad je tijekom Drugog svjetskog rata bio poprište desanta Savezničkih snaga u sklopu Talijanske kampanje.

## Plan operacije Shingle
Kako 5. američka i 8. britanska armija nisu uspjele tijekom studenog i prosinca 1943. probiti položaje 10. njemačke armije u središnjoj Italiji, 26. prosinca na konferenciji u Tunisu donijeta je odluka da se kod Anzia iskrca VI. korpus generala Johna P. Lucasa, koji će njemačkoj armiji ugroziti pozadinu i omogućiti 5. armiji da zauzme Monte Casino, a zatim prodre prema Rimu dolinom rijeke Liri. 
Operacijom Shingle predviđeno je da se 22. siječnja 1944. kod Anzia iskrca prvi postroj (ešalon) VI. korpusa (američka 3. pješačka divizija (pd.), britanska 1. p d., 6615. rendžerska grupa, 504. padobranska pukovnija (pad. p.), 509. padobranska bojna (pad. b.), 46. kraljevska tenkovska pukovnija (tp.), 751. tenkovska bojna (tb.) i 2 grupe specijalaca) jačine oko 40,000 ljudi, koji će stvoriti desantnu osnovicu (mostobran) na pravcu: Kanal Mussolini (Canale Mussolini) — selo Padiglione — rijeka Moletta. 
Po dolasku drugog ešelona (američke 1. oklopne divizije (okl. d.) i američke. 45. pd.), 6. korpus bi nastavio operacije radi zauzimanja Colli Albana i presijecanja komunikacija njemačkoj 10. armiji. Da bi se olakšao desant, 5. armija je od 12. do 20. siječnja 1944. napadala Gustavovu liniju te su Nijemci 18. siječnja bili primorani uputiti 29. i 90. motoriziranu diviziju (mot. d.) iz rezerve. Kod Anzia su ostali dijelovi jedne pješačke (pb.) i nekoliko protuavionskih (paz) topova 88 mm. 
Od 2. siječnja pa do početka desanta savezničko zrakoplovstvo (oko 2,600 zrakoplova) izvršilo je 22,850 letova i uspješno bombardiralo njemačke aerodrome, prometne veze od Rima do prijevoja Brenner i ciljeve u pozadini desantne zone. Za prijevoz, osiguranje na maršu i podršku pri iskrcavanju anglo-američke pomorske snage formirale su 81. operativnu eskadru (81. Task Force), pod zapovjedništvom američkog kontraadmirala Franka J. Lowrya. Eskadra je bila podijeljena na tri djela: 
1. Udarni odred X Ray, pod neposrednim zapovjedništvom kontraadmirala Lowrya ( sa zapovijednog broda brod Biscayne), imao je zadatak prebaciti ojačanu američku 3. pd. i osigurati njezino iskrcavanje u zoni X Ray. Odred se sastoji od 161 desantnog broda za prijevoz jedinica i opreme, 6 desantnih i 4 patrolnih čamaca neposrednog osiguranja, 2 krstarce i 5 razarača za topničku podršku, 5 razarača, 2 eskortna razarača i minolovca zaštitnog odreda, 22 minolovca i 1 ophodnog broda za razminiranje, 1 podmornice, 1 razarača i 5 ophodnih brodova za izviđanje i identifikaciju točaka iskrcavanja i 3 tegljača za spašavanje.
2. Udarni odred Peter, pod zapovjedništvom britanskog kontraadmirala Thomasa H. Troubridgea, za prijevoz i iskrcavanje ojačane britanske 1. pd. u zoni Peter, imao je 4 transportna i 61 desantni brod uz to 2 protuavionska broda, 2 desantna i 6 patrolnih čamaca u neposrednom osiguranje, 2 krstarice, 8 razarača, 4 eskortna razarača i 2 topovnjače u zaštitnom odredu i za top. podršku i nekoliko ratnih i pomorskih brodova za razne zadatke.
3. Udarna grupa Ranger, sastoji se od 1 transportnog te 7 desantnih brodova i 3 ophodna broda, i imala je zadatak prevesti tri bojne 6615. rendžerske grupe i 509. pad. b. te ih iskrcati u samu luku Anzia.

Koncentracija jedinica i brodova te njihov ukrcaj te popunjavanje materijalom potrebnim za izvršenje operacije izvršeno je u Napulju i u obližnjim lukama. Od 16. do 18. siječnja izvedena je vježba desanta pri vrlo nepovoljnom vremenu.

## Početak desanta i iskrcavanje
Rano ujutro 21. siječnja desantni brodovi otplovili su prema mjestima prikupljanja konvoja. Do 5h konvoji su bili formirani i s neposrednim osiguranjem plovili najprije u prema jugu, radi prikrivanja operacije, a zatim prema Anziju. gdje su stigli 22. siječnja u 0h 5m. U toku noći, prije dolaska konvoja, odred minolovaca razminirao je područje predviđeno za prekrcavanje jedinica s transportnih brodova u desantne čamce i amfibijska vozila i uz pomoć podmornica obilježilo plovcima plovne kanale do mjesta iskrcavanja. Točno u 2h krenuli su desantni brodovi prema predviđenim tačkama iskrcavanja. Topnička priprema s dvaju desantnih peniša, naoružanih raketnim bacačima, otpočela je kada su se prvi valovi brodova približavali obali. Oni su potpuno iznenadili Nijemce. Gotovo bez otpora stvorene su do podne 3 odvojene desantne osnovice:
1. Ojačana 3. pd. JI od Anzia
2. 6615. rendžerska grupa i 509. pad. b. kod Anzia i Nettuna
3. Ojačana 1 pd. SZ od Anzia

Već prvog dana osposobljena je luka za pristajanje brodova, tako da je do ponoći istog dana na desantnoj obali i luci iskrcano ukupno 36,034 vojnika i 3,069 vozila. Zbog mina su stradali 1 minolovac i 1 transportni brod.
Prvi ešalon VI. korpusa nije iskoristio postignuto iznenađenje i slabost Nijemaca za prodor pravcem Velletri — Valmontone, čime bi ugrozio njemačke komunikacije i olakšao ofenzivu 5. armije. Očekujući dolazak drugog ešalona, on je 23. i 24. siječnja oprezno nastupao pod zaštitom vatre ratnih brodova, potiskujući improvizirane njemačke odrede i prednje dijelove okl. d. Hermann Göring i 3. mot. d. Do večeri 24. siječnja stvoren je mostobran, širine 34 i dubine 11 km, na liniji Kanal Mussolini — selo Padiglione — rijeka Moletta. Njemačko zrakoplovstvo koja se uključilo tek 24.siječnja, potopilo je 1 bolnički brod, a 1 je oštetilo. Istog dana je jak zapadni vjetar s velikim valovima omeo dalja iskrcavanja u zoni Peter te su je ostatak desantnih sredstva prebačena u američku zonu. Minolovci su nastavili čistiti područje određeno manevar brodova topničke podrške. Do 26. siječnja potopljeni su, zbog lošeg vremena, svi pontonski gatovi postavljeni u američkoj zoni, te dalje iskrcavanje jedinica vršilo isključivo preko luke Anzio. Napadima iz zraka Nijemci su otežavali ovaj rad. Oni su počeli organizirati glavnu obranu na liniji: Cisterna — Campoleone — rijeka Incastro. 

## Širenje mostobrana i daljnje borbe
Prednji dijelovi VI. korpusa mogli su stoga do 28. siječnja proširiti desantnu osnovicu do linije: Isola Bella — Aprilia. Iskoristivši sporo napredovanje Saveznika, Nijemci su prema Anzio grupirali snage pristigle iz Nezavisne Države Hrvatske, Lombardije i Francuske. Do 31. siječnja u području oko Anzia nalazile su se 7 divizija (4. pad. d., 65. pd., 29. mot. d., 3 mot. d, 71. pd., 26. d. i okl. d. Hermann Göring), od kojih je stvorena 14. armija pod zapovjedništvom generala Eberharda von Mackensena. Zrakoplovstvo i topništvo uspješno je ciljalo savezničke brodove i promet kod Anzia. Za to vrijeme VI. korpus je pojačan drugim ešelonom (1. okl. d. i 45. pd.). Krajem siječnja odnos snaga na desantnoj osnovici bio je u korist Nijemaca: 7 prema 4 divizije ili 71,500 prema 61,332 vojnika. VI. korpus nastavio je 30. siječnja napad s ciljem zauzimanja Campoleonea i Cisterne, s ciljem daljnjeg nadiranja prema Colli Albaniju. Njegove glavne snage (1. okl. d. i 1. pd.) potiskivale su dijelove njemačke 65. pd. i 3. mot. d. duž ceste Anzio — Aprilija, pa su do 1. veljače u njihovim položajima kod Campoleonea napravili klin širine oko 2, dubine oko 6 km. 

## Njemački protunapad i pokušaj uništenja Saveznika
Pomoćne snage (ojačana 3. pd.) naišle su na otpor nadmoćnih njemačkih snaga (okl. d. Hermann Göring, 71. pd., kasnije i 26. okl. d.), koje su uništile 1. i 3. rendžersku bojnu, a 3. diviziji nanijele velike gubitke, zbog čega je 1. veljače zaustavljena 2 km JZ. od Cisterne. Njemačka 14. armija poduzela je 3. veljače protunapad s ogrnaničenim ciljem. Poslije kružnog napada kod Campoleonea, 1. divizija se 5. veljače povukla do Aprilije. Zapovjednik VI. korpusa istog dana je izdao je zapovijed za prelazak u obranu. Nijemci 7. veljače uvode nove snage, te su do 9. veljače uspjeli zauzeti Apriliju, a sljedećeg dana i željezničku stanicu Carroceto. 
U bitku je uvedena 45. pd., koja je zamijenila dijelove 1. pd, sporedno s tim pokretima VI. korpus je 11. i 12. veljače pokušao vlastite protunapade, koji su uspjeli zaustaviti Nijemce, ali ne i povratiti Apriliju. Kako su početkom veljače Nijemci odbili napade američke 5. armije kod Monte Casina, feldmaršal Albert Kesselring, zapovjednik Grupe armija C, ojačao je 14. armiju i naredio joj da što prije uništi savezničku desantnu osnovicu kod Anzia. Koristeći se uspjehom kod Aprilije, 14. armija je planirala veliku ofenzivu s težištem duž ceste Aprilija — Anzio. U međuvremenu je general Mark W. Clark, zapovjednik 5. armije, uputio u Anzio 56. pd. koja je smijenila ostatke 1. pd, povučene u rezervu. Za to vrijeme savezničko zrakoplovstvo napadalo je njemačke dalekometne topove kod Campoleonea koji su ometali dovlačenje pojačanja i promet na desantnoj osnovici.  
Poslije snažne topničke i zračne pripreme od 30 minuta, njemačka 14. armija je 16. veljače 6h 30m otpočela ofenziva čiji je glavni udar pogodio 45. pd., koja je s obje strane ceste Aprilija — Anzio branila položaje širine 10 km. U toku prvog dana izmjenjivali su se valovi njemačke 3. mot. d. i 715. pd. koji su, uz velike gubitke, zauzeli nešto zemljišta u zoni 45. i 56. pd. Nijemci su tijekom noći s 16. na 17. veljače napravili malu brešu u rasporedu 45. pd., a narednog dana je proširili na 3 km. Saveznici su toga dana upotrijebili 432 topa i 2 krstarice, a zrakoplovstvo je izvršilo 831 djelovanje za podršku VI. korpusa. No kako su Nijemci uveli svježe snage, 18. veljače su uspjeli proširiti brešu u rasporedu 45 pd. na 6 km širine i 4 km dubine. Kriza je kod Saveznika ovoga dosegnula vrhunac. Oblačno vrijeme onemogućavalo je upotrebu nadmoćnog savezničkog zrakoplovstva, a nedostatak hrane i streljiva slabio je obranu VI. korpusa.   
Tek upotrebom posljednje rezerve (dijelova 1. okl. d.), VI. korpus je 19. i 20. veljače definitivno uspio zaustaviti njemačku ofenzivu nizom protunapada. Posljednje napade Nijemci su izveli od 28. veljače do 1. ožujka s 5 divizija i to na položaje 3. pd., ali bez uspjeha. Kada se 2. ožujka vrijeme popravilo, došla je do izražaja nadmoćnost savezničkog zrakoplovstva. Toga dana je 617 zrakoplova Nijemcima nanijelo teške gubitke, te su bili primorani da od 4. ožujka pređu u obranu.   

## Rovovski rat i završene borbe
Od 4. ožujka do 22. svibnja kod Anzia je nastupilo razdoblje rovovskog ratovanja. Očekujući proljetnu savezničku ofenzivu, njemačka Grupa armija C oduzela je 14. armiji 4 divizije (okl .d Hermann Göring, 26. okl. d., 114. Iaku pd. i 29. mot. d.) da bi pojačala obranu Gustavove linije. Za to vrijeme Saveznici su uputili na desantnu osnovicu 34. i 36. pd., a povukli 56. pd. Velika ofenziva 5. i 8. armije počela je 11. svibnja. Tek poslije proboja Gustavove linje, VI. korpus je 23. svibnja pokrenuo napad, oprezno goneći razbijene njemačke snage, 5. lipnja 1944., ušao je u Rim.   